# Wilhelm.tel
Die wilhelm.tel GmbH ist ein regionaler Anbieter von Telekommunikationsleistungen mit Sitz in Norderstedt. Das Unternehmen ist über die Stadtwerke Norderstedt im Besitz der Stadt Norderstedt.

## Verbreitung und Geschichte
Im Stadtgebiet Norderstedt waren 2006 bereits 95 % aller Haushalte technisch erschlossen. Nach dem Start dort wurden 2004 einige Gebiete in Hamburg und Henstedt-Ulzburg ausgebaut.
Durchweg soll dabei das Konzept einer direkten Erschließung mit Glasfaserleitungen bis in den Keller der Kunden (Fibre to the Basement) umgesetzt werden. Insgesamt hatte wilhelm.tel im Jahr 2006 75.000 Kunden und erzielte bei einem Umsatz von 17,5 Mio. Euro einen Gewinn von 2,8 Mio. Euro. Demgegenüber liefen in der Anfangsphase beträchtliche Verluste auf, so zum Beispiel 2002 in Höhe von 3,5 Mio. Euro. Insgesamt fielen zwischen 1999 und 2002 Verluste in Höhe von 10 Mio. Euro an. Die Verluste sowie die Kosten für den Aufbau des Glasfasernetzes in Höhe von 43 Mio. Euro wurden von den Stadtwerken getragen.
Wilhelm.tel war deutschlandweit das erste Unternehmen, das ein komplettes Multimediapaket (Triple-Play) angeboten hat. Dazu zählte die Telefonie, die schnelle Internetanbindung und Kabelfernsehen (inklusive des Empfangs eines Lokalfernsehsenders). Das digitale Kabelfernsehen wird – mit Ausnahme der Pay-TV-Programme – nicht grundverschlüsselt, sodass der Empfang mit jedem DVB-C-fähigen Gerät möglich ist. Das analoge Kabelfernsehen wurde wiederum bis April 2019 vollständig abgeschaltet.
Seit Oktober 2008 ist wilhelm.tel offizieller Partner des Wohnungsunternehmens SAGA Unternehmensgruppe in Sachen Telefonie/Internet/Kabelfernsehen. Seit Sommer 2009 sind nahezu alle Wohnungen an das Glasfasernetz angeschlossen.
Damit konnte wilhelm.tel seinen Verfügbarkeitsbereich enorm ausbauen, da die SAGA-GWG die größte Wohnungsgesellschaft Hamburgs ist.
Das Unternehmen ist Mitglied im ANGA Verband Deutscher Kabelnetzbetreiber, im Bundesverband Glasfaseranschluss (Buglas), sowie in der Deutschen Netzmarketing GmbH (DNMG) organisiert.
Am 21. Oktober 2010 startete das Unternehmen mit der Vermarktung von Mobilfunk-Tarifen. Hierzu wird das Netz von Telefónica Deutschland verwendet.
Seit Juni 2013 bietet wilhelm.tel seine Angebote auch in Wedel, Wacken, Tangstedt (Stormarn), Tangstedt (Kreis Pinneberg), Alveslohe, Kayhude und Itzehoe an. Seit Herbst 2013 wurde im Hauptverteilungsgebiet Norderstedt und Kundenzentren in Hamburg ein kostenfreies Wi-Fi-Netzwerk installiert und ohne Zeit- und Datenlimitierung zur Verfügung gestellt. Dieses Netzwerk soll bald flächendeckend ausgebaut werden. Der Zugang kann temporär oder dauerhaft ermöglicht werden. Im MobyKlick Netz sind je nach Endgerät bis zu 1 Gbit/s symmetrisch möglich. Für Kunden des Anbieters gibt es einen verschlüsselten MobyKlick(S) Zugang. In rund 1000 Bussen der Hamburger Hochbahn steht MobyKlick ebenso zur Verfügung.
Wilhelm.tel ist Kooperationspartner anderer regionaler Kabelnetzbetreiber im südlichen Schleswig-Holstein, zum Beispiel Ell-tel in Ellerau, GWHtel in Halstenbek, pinnau.com in Pinneberg, SWN in Neumünster, tel.quick in Quickborn, und willy.tel in Hamburg. Auch der Anbieter VSE NET im Saarland und die Stadtwerke von Buchholz in der Nordheide werden mit dem digitalen TV-Signal beliefert.
2018 investierte Wilhelm.tel zusammen mit den Betreibern der Hoch- und S-Bahnen in Hamburg insgesamt vier Millionen Euro um in den Verkehrsmitteln einen WLAN-Anschluss anbieten zu können, im Dezember 2018 seien von den geplanten 550 bereits 380 fertiggestellt worden. Das Projekt, welches unter dem Namen mobyklick bekannt ist, soll insgesamt von 450.000 verschiedenen Endgeräten gleichzeitig genutzt werden können.
Am 2. März 2022 ging die wilhelm.tel mit der Deutschen Telekom AG eine Kooperation ein. Durch diese Kooperation können Kunden Telekom-Produkte ab Ende 2022 im Glasfasernetz von wilhelm.tel buchen. Es sei der erste Wholebuy-Kooperation mit FTTH (Glasfaser bis ins Haus) in Deutschland.

## Besonderheit
Wilhelm.tel betreibt ein eigenes Glasfasernetz, das bis zu den einzelnen Haushalten verlegt ist, also auf der „Letzten Meile“ nicht auf die Anmietung von Leitungen der Deutschen Telekom AG angewiesen ist. Über das Glasfasernetz wird neben einem Internetzugang mit Datenraten bis zu 1 GBit/s Downstream bzw. 250 MBit/s Upstream (Privatkundenangebote) auch Kabelfernsehen und ein Telefonanschluss mit angeboten. Bei Anschlüssen im Kabelnetz ist die Abnahme des Kabelfernsehsignals dabei Voraussetzung für die Nutzung des Telefon- und Internetangebots, bei den mittlerweile überwiegenden LWL-Anschlüssen hingegen nicht.